# Vojenský záslužný kříž (Meklenbursko-Zvěřínsko)
Vojenský záslužný kříž (německy Militärverdienstkreuz) byl meklenburské záslužné vyznamenání, založené 5. srpna 1848 meklenburským velkovévodou Fridrichem Františkem II. Původně byl udělován přímým účastníkům bojů, avšak výnosem z 24. prosince 1870 bylo propůjčování kříže rozšířeno na větší okruh osob. Byl udělován ve dvou třídách. Zanikl s pádem monarchií v Německu po roce 1918.

## Vzhled vyznamenání
Odznakem je bronzový tlapatý kříž. Na horním rameni je vyobrazena velkovévodská korunka, uprostřed iniciály zakladatele FF a na dolním rameni rok udělení. Na zadní straně kříže II. třídy je pak nápis FÜR AUSZEICHNUNG IM KRIEGE (Za vyznamenání ve válce). Revers I. třídy je plochý, neboť I. třída je připínací.
Stuha je světlemodrá s červenými a žlutými postranními pruhy. Pro nebojovníky byla červená se světlemodrými a žlutými pruhy.

## Roky udělení
Stejně jako železný kříž byl meklenburský kříž udělován jen za války. Každý takovýto kříž měl pak na dolním rameni letopočet počátku války. V případě meklenburského kříže to byly roky :
- 1848 (Prusko-dánská válka)
- 1849 (potlačení revoluce v Německu)
- 1859 (Sardinsko-rakouská válka)
- 1864 (Německo-dánská válka)
- 1866 (Prusko-rakouská válka)
- 1870 (Prusko-francouzská válka)
- 1877 (Rusko-turecká válka)
- 1900 (Povstání boxerů)
- 1914 (1. světová válka)

Byla vytvořena ještě nedatovaná koloniální verze pro boje v koloniích.